# Ангелика
Ангеликата (Angelica) е род от около 60 вида високи двугодишни и многогодишни тревисти растения от семейство Сенникови (Apiaceae), произхождащи от умерените и субарктичните райони на Северното полукълбо, достигащи на север до Исландия, Лапландия и Гренландия. Основното им приложение е за медицина.

## Разпространение
Ангеликата е разпространена от умерените и субарктичните райони на Северното полукълбо, достигащи на север до Исландия, Лапландия и Гренландия. Среща се главно в Китай.

## Описание
Ангеликата расте до 1 – 3 м височина, с големи двуперисти листа и големи сложни чадъри от бели или зеленикаво-бели цветове.
Гените са изключително полиморфни и отделните видове показват вариации в анатомията на плодовете, морфологията на листата и подземните структури.
Техните големи, искрящи, звездни цветове се опрашват от голямо разнообразие от насекоми (общ синдром на опрашване), флоралните аромати са специфични за вида и дори специфични за конкретен подвид.

### Химичен състав
Активните съставки на ангеликата се намират в корените и коренищата и съдържат фурокумарини в тъканите си, които правят кожата чувствителна към светлина.

## Приложение
Някои видове се отглеждат като ароматизанти или заради лечебните си свойства. Най-забележителната от тях е градинската ангелика (Angelica archangelica), която е широко известна просто като „ангелика“. Жителите на Лапландия използват месестите корени като храна, а стъблата като лекарство. Кристализираните ивици от млади стъбла и средни ребра от ангелика са зелени на цвят и се продават като декоративен и ароматен материал за декорация на торта, но могат да се ползват и самостоятелно. Корените и семената обикновено се използват за ароматизиране на джин. Неговото присъствие обяснява специфичния вкус на много ликьори, като Chartreuse.
Сред саамите в Лапландия растението се използва за направата на традиционен музикален инструмент fadno.
Крайбрежната ангелика (Angelica lucida) се яде като дива версия на целина.
В някои части на Япония, особено на островите Идзу, издънките и листата на Ashitaba (Angelica keiskei) се консумират като темпура, особено през пролетта.
Angelica sylvestris и някои други видове се изяждат от ларвите на някои видове пеперуди, включително Eupithecia succenturiata, Eupithecia subfuscata, Eupithecia centaureata и Chloroclystis v-ata.
Angelica dawsonii е била използвана от няколко първи нации в Северна Америка за ритуални цели.
Angelica atropurpurea се среща в Северна Америка от Нюфаундленд на запад до Уисконсин и на юг до Мериленд и е била пушен от племена от Мисури за настинки и респираторни заболявания. Този вид е много подобен на отровния воден бучиниш.

## Видове
- Angelica acutiloba – dang-gui на китайски
- Angelica adzharica – Adjarian angelica
- Angelica ampla – giant angelica
- Angelica archangelica – garden angelica, archangel, angelique
- Angelica arguta – Lyall's angelica
- Angelica atropurpurea – purplestem angelica, alexanders
- Angelica breweri – Brewer's angelica
- Angelica californica – California angelica
- Angelica callii – Call's angelica
- Angelica canbyi – Canby's angelica
- Angelica cartilaginomarginata
- Angelica dahurica – bai zhi на китайски
- Angelica dawsonii – Dawson's angelica
- Angelica dentata – coastalplain angelica
- Angelica genuflexa – kneeling angelica
- Angelica gigas – cham dangwi на корейски
- Angelica glabra – синоним за Angelica dahurica[7]
- Angelica glauca – chippe/chouru на индийски
- Angelica grayi – Gray's angelica
- Angelica harae
- Angelica hendersonii – Henderson's angelica
- Angelica japonica
- Angelica keiskei – ashitaba на японски
- Angelica kingii – King's angelica
- Angelica lignescens [8]
- Angelica lineariloba – poison angelica
- Angelica lucida – seacoast angelica
- Angelica pachycarpa
- Angelica palustris – marsh angelica
- Angelica pancicii
- Angelica pinnata – small-leaf angelica
- Angelica polymorpha
- Angelica pubescens – shishiudo на японски, du huo на китайски
- Angelica roseana – rose angelica
- Angelica sikkimensis
- Angelica sinensis – dong quai на китайски
- Angelica scabrida – Charleston Mountain angelica, rough angelica
- Angelica sylvestris – wild angelica
- Angelica tenuissima – Korean gobon,[9] slender angelica[9]
- Angelica tomentosa – woolly angelica
- Angelica triquinata – filmy angelica
- Angelica ubatakensis
- Angelica ursina
- Angelica venenosa – hairy angelica
- Angelica wheeleri – Utah angelica